# كانسكونس أوف ساوند
كانسكونس أوف ساوند (بالإنجليزية: Consequence of Sound (CoS))‏؛ هي مجلة إلكترونية أمريكية، يقع مقرّها في شيكاغو بولاية إلينوي في الولايات المتحدة، أسَّسها «أليكس يونغ» (بالإنجليزية: Alex Young)‏؛ وبدأت في النشر في العام 2007. وتهتم باستعراض الموسيقى والأفلام ومراجعة الكتب والإصدارات الترفيهية.

## روابط خارجية
- كانسكونس أوف ساوند على موقع روتن توميتوز (الإنجليزية)